# Allopauropus snideri
Allopauropus snideri är en mångfotingart som beskrevs av Ulf Scheller 1988. Allopauropus snideri ingår i släktet småfåfotingar, och familjen fåfotingar. Inga underarter finns listade i Catalogue of Life.